# Eparchia Parmy
Eparchia Parma – eparchia Kościoła obrządku bizantyjsko-rusińskiego w USA. Istnieje od 1969.

## Biskupi diecezjalni
- 1969–1984: Emil Mihalik
- 1984–1995: Andrew Pataki
- 1996–2002: Basil Schott OFM
- 2002–2016: John Kudrick
- 2018–2023: Milan Lach SJ[1][2]
- od 2023 Robert Pipta